# Jakub Skála
Jakub Skála (15 december 1993) is een Tsjechisch veldrijder die sinds 2014 uitkomt voor ČEZ Cyklo Team Tábor.
In 2014 werd hij derde op het Europees kampioenschap voor beloften, achter de belgen Wout van Aert en Laurens Sweeck.

## Palmares

### Veldrijden
| Seizoen   | Wereldbeker | Superprestige | bpost bank trofee | WK  | TK | Overige               | Totaal aantal zeges |
| --------- | ----------- | ------------- | ----------------- | --- | -- | --------------------- | ------------------- |
| 2013-2014 |             |               |                   | NVT | 8e | Uničov                | 1                   |
| 2014-2015 |             |               |                   | NVT | 4e | Louny, Hlinsko, Kolín | 3                   |

### Jeugd
- TK Veldrijden: 2010 (junioren)
- Cyclocross Gieten: 2010 (junioren)